# Фредерік Гендрік Оранський
Фредерік Гендрік Оранський (нід. Frederik Hendrik van Oranje; 29 січня 1584, Делфт — 14 березня 1647, Гаага) — принц Оранський, штатгальтер усіх провінцій Республіки Семи об'єднаних провінцій Нідерландів в 1625—1647 роках. За успішне захоплення ворожих міст отримав прізвисько «Містазавойовник».

## Життєпис

### Молоді роки
Походив з династії Оранських. Молодший син Вільгельма I Оранського, штатгальтера Голландії, Зеландії, Утрехта і Фризландії, й Луїзи де Коліньї. Народився 1584 року в Делфті. Через півроку загинув його батько.
1591 року разом з матір'ю перебрався до Гааги, де став навчатися у пастора Йогана Утенбогерта. Слідом вступив до Лейденського університету. У 1597—1598 роках навчався у Франції.
Потім оволодівав науками державного управління й військовою справою під орудою старшого зведеного брата Моріца. З 1598 року керував ескадроном кірасир. 1600 року стає членом Державної ради. Того ж року відзначився у битві біля Ньюпорта. 1602 року звитяжив під час облоги Граве, де вже керував значними загонами. 1603 року разом з великим пенсіонарієм Йоганом ван Олденбарневелтом представляв республіку на коронації в Лондоні Якова I Стюарта.
По поверненню отримав звання генерала кавалерії. На чолі загону здійснював набіги на прикордонні землі Німеччини та Південних Нідерландів. 1606 року прийшов на допомогу обложеному замку Бредевурт.
Після укладання Дванадцятирічного перемир'я з Іспанією занурився у внутрішні справи. Спочатку зберігав нейтралітет у конфлікті між армініанами і гомаристами, а також великим пенсіонарієм Йоганом ван Олденбарневелтом і братом-штатгальтером Моріцем. Втім у 1618 році за наказом останнього вимушений був брати участь у заколоті проти великого пенсіонарія. З загоном Фредерік Гендрік зайняв Утрехт.

### Штатгальтер
1625 року оженився на представниці графського роду з Гессену. Того ж року після смерті брата Моріца стає штатгальтером Голландії, Зеландії, Утрехту, Оверейселя та Гельдерна, а також а капітаном і генерал-адміралом республіки. Скористався послабленням політиків, що представляли інтереси буржуазії, фактично впровадив монархічне правління.
Водночас продовжив війну проти Іспанії. При цьому уклав союзи з Данією та Швецією. Вже 1627 року відвоював важливу фортецю Грунло в графстві Цютфен, яку ще 1606 року захопили іспанці. 1628 році Франція фактично встановила контроль над Оранським князівством, що належало Фредеріку Гендріху 1629 році штатгальтер захопив важливе місто-фортецю Гертогенбос у північному Брабанті, де розташовувалися численні комори з військовим начинням та харчами.
У 1630-х роках переніс військові дії до Південних Нідерландів. З 1631 року надавав фінансову допомогу шведському королю Густаву II Адольфу. Водночас здійснив похід з наміром зайняти Брюгге і Дюнкерк, втім цьому завадило прибуття великої іспанської армії до Гентського каналу. 1632 року спробував зайняти Антверпен, проте невдало. Тому рушив південніше, захопивши міста Венло, Рурмонд і Сіттард. Слідом за цим здобув місто Маастрих, що давало контроль над усією течією Мааса. Внаслідок цих успіхів почалися перемовини з Іспанією щодо укладання мирного договору. Штатгальтер вимагав прийняття ключових вимог: збереження володінь Ост-Індійської компанії в Бразилії, перехід Гертогенбоса під владу Республіки Сполучених провінцій і сплата за вхід до портів Фландрії та Антверпену. Проте ці умови було відкинуто. Внаслідок цього армініани, що зберегли вплив в Голландії виступили за продовження перемовин та нові поступки республіки, проти чого був Оранський. Внаслідок цього вступив у конфлікт з великим пенсіонарієм Адріаном Паувом. Втім у генеральних Штатах штатгальтер здобув повну підтримку. Тому продовжив війну з Іспанією. У 1635 році поновив військовий союз з Францією.
1636 року голландсько-французькі війська захопили місто Тінен в Брабанті. Проте спроба захопити Левен виявилася невдалою. В цей час іспанські війська захопили важливу фортеці Шенкеншанс в гирлі Ваалу і Рейну, що становило загрозу для Утрехту. Але невдовзі штатгальтер відвоював цю фортецю. 1637 року війська Фредеріка Гендріка відвоювали фортецю Бреду. Водночас призначив командувачем флоту Мартина Тромпа. 1638 року спробував захопити Антверпен, проте марно. Водночас знову послабив вагу великих пенсіонаріїв.
З 1640 року постійно хворів на подагру. При цьому дедалі частіше конфліктував з Генеральними Штатами щодо фінансування військами, оскільки ті не бажали більше нести видатки. 1641 року захопив Геннеп в Лімбурзі. Також планував зайняти Антверпен. 1644 року вдалося зайняти місто Сас ван Гент і 1645 року місто Гюлст, що убезпечило Зеландію від вторгнення іспанців, надавши республіці контроль над морським узбережжям і каналами. У 1646 році вкотре спробував оволодіти Антверпеном, втім без успіху. Слідом за цим погодився розпочати мирні перемовини з іспанцями в Мюнстері. Втім не встиг дочекатися результатів, померши 1647 року. Посаду штатгальтера і фактичну владу в республіці успадкував його старший син Вільгельм.

## Родина
Дружина — Амалія, донька графа Йоганна Альбрехта I фон Зольмс-Браунфельса.
Діти:
- Вільгельм (1626—1650), штатгальтер в 1647—1650 роках
- Луїза Генрієтта (1627—1667), дружина Фрідріха-Вільгельма Гогенцоллерна, курфюрста Бранденбургу
- Генрієтта Амалія (1628)
- Елізабет (1630)
- Ізабелла Шарлотта (1632—1642)
- Альбертіна Агнеса (1634—1696), дружина Віллема Фрідріха, князя Нассау-Діца
- Генріетта Катерина (1637—1708), дружина Йоганна Георга II Асканія, князя Ангальт-Дессау
- Гендрік Лодевейк (1639)
- Марія (1642—1688), дружина Людвіга Генріха Віттельсбаха, пфальцграфа Зіммерн-Кайзерслаутерн

Коханка — Маргарита Каталіна Брюйнс.
Діти:
- Фредерік (1624—1672), володар Цюлейштайна